# Tina Ramírez
Ernestina Ramírez (Caracas, 7 de noviembre de 1929 - 6 de septiembre de 2022) fue una bailarina y coreógrafa estadounidense, fundadora y directora artística (1970–2009) del Ballet Hispánico de Nueva York, la principal organización de danza latina en los Estados Unidos.

## Biografía
Nació en Caracas, Venezuela en 1929, donde trabajaba su padre, el torero mexicano José Ramírez, conocido como Gaonita. Su madre, Gloria Cestero, era hija de una familia puertorriqueña políticamente activa y posteriormente se convirtió en líder de la comunidad de puertorriqueños en la ciudad de Nueva York. Ramírez se mudó a la ciudad de Nueva York a la edad de seis o siete años. Como joven estudiante de danza, en un momento en que los mundos del ballet, la danza moderna y la danza étnica estaban en gran medida separados, se formó rigurosamente en los tres, estudiando danza española con Lola Bravo y Luisa Pericet, ballet clásico con Chester Hale y Alexandra Danílova y danza moderna con Ana Sokolow. Su carrera profesional como intérprete incluyó giras con la Compañía de Danza Federico Rey, la Orquesta Xavier Cugat, compromisos en solitario en España, el Festival inaugural de Two Worlds en Spoleto, Italia con la compañía de John Butler, las producciones de Broadway de Copper and Brass (en un número coreografiado por Bob Fosse), Kismet y Lute Song, y la adaptación televisiva de Man of La Mancha.
En 1963, cumplió la promesa de hacerse cargo del estudio de Miss Bravo cuando se jubilara. En 1967, con fondos federales a través de un programa antipobreza, concibió y dirigió un programa intensivo de capacitación para estudiantes jóvenes llamado "Operation High Hopes". Además de enseñar, Ramírez organizó actuaciones para sus jóvenes alumnos. Si bien exigió un comportamiento profesional de ellos, sabía que había pocas oportunidades para los latinos en el baile profesional en ese momento. Alentada por la creciente habilidad de sus alumnos y las crecientes solicitudes de actuaciones, Ramírez estableció formalmente el Ballet Hispánico en 1970 que incluía una compañía, una escuela y programas educativos. Murió en la ciudad de Nueva York el 6 de septiembre de 2022 a la edad de 92 años.

## Dirección artística
La visión de Ramírez para la compañía de Ballet Hispánico le dio a la cultura hispana contemporánea su lugar en la danza estadounidense, al igual que lo hizo Alvin Ailey por la comunidad negra. Durante sus 39 años como directora artística, invitó a 50 coreógrafos de diversos orígenes para brindar una interpretación moderna de las culturas de habla hispana, aprovechando la versatilidad de sus bailarines en ballet, danza moderna, jazz, danza étnica y otras técnicas. Artistas de renombre mundial respondieron a su visión, incluidos los artistas de ballet Vicente Nebrada y Alberto Alonso; Talley Beatty y Ana Sokolow de danza moderna; Paco Fernández y José Coronado de danza étnica; y Graciela Daniele y Ann Reinking de Broadway. "Más que la mayoría de los directores artísticos, ella siempre ha dado exposición a nuevos talentos", fomentando artistas al principio de sus carreras, incluido William Whitener, ex director artístico del Kansas City Ballet; la ganadora del premio MacArthur, Susan Marshall; Ramón Oller, responsable de Metros Danza de España; y Pedro Ruiz, entonces miembro de la Compañía, ahora coreógrafo independiente.
Para cada una de las 75 obras nuevas que encargó para la Compañía (también adquirió 12 obras, brindó talleres para cuatro y coreografió cuatro), Ramírez proporcionó los mejores valores de producción, recibiendo regularmente elogios por los decorados, el vestuario y los diseños de iluminación proporcionados por talentos galardonados como Eugene Lee, Patricia Zipprodt, Willa Kim, Roger Morgan y Donald Holder.
Durante su dirección, el Ballet Hispánico actuó ante más de dos millones de personas en tres continentes. Las giras nacionales de la compañía incluyeron compromisos en lugares tan importantes como el Centro John F. Kennedy en Washington D. C., el Centro de Música en Los Ángeles, el Centro Wortham en Houston, la Serie de Celebridades de Boston y la Almohada de Jacob. En 1983, la Compañía fue una de las primeras en presentarse en The Joyce Theatre, y desde entonces ha presentado regularmente allí su temporada en Nueva York. La Compañía representó a los Estados Unidos en la Expo '92 en Sevilla, España, donde se presentó en una celebración especial del Día de la Independencia en el Pabellón de los Estados Unidos. Durante una gira de tres semanas por Sudamérica en 1993, Ramírez y los bailarines fueron invitados de honor en una recepción privada con el presidente Carlos Menem. 

## Docencia
La contribución como educadora es, en muchos sentidos, tan importante como su legado como artista y directora. La Escuela de Danza Ballet Hispánico emplea el currículo central original de técnicas de ballet, danza moderna y española de Ramírez, una práctica singular entre las instituciones de formación de danza de Estados Unidos. La escuela ha crecido para capacitar a cientos de estudiantes durante todo el año. Para garantizar el acceso de los niños de todos los orígenes, la escuela brinda becas, que han crecido a más de $100 000 por año.
Además de actuar con la propia compañía del Ballet Hispánico, los exalumnos formados en la Escuela han seguido carreras importantes, entre ellos Linda Celeste Sims, bailarina líder de la Compañía Ailey; Kimberly Braylock, integrante del Ballet de San Francisco; Nancy y Rachel Ticotin en cine, televisión y Broadway; Michael DeLorenzo en cine y televisión; Sara Erde, artista de danza española en el Metropolitan Opera; y Nélida Tirado, bailarina española destacada de la gira internacional de Riverdance. Leelee Sobieski y Jennifer Lopez también tomaron sus primeras clases de baile en la Escuela.
Varios antiguos alumnos son ahora directores artísticos por derecho propio, incluidos Damaris Ferrer, fundadora y directora artística de Bailes Ferrer; la artista flamenca solista Sandra Rivera; y Nelida Tirado, quien apareció en "25 to Watch" de Dance Magazine en 2007. El exmiembro de la compañía Eduardo Vilaro fue fundador y director artístico de Luna Negra Dance Theatre antes de tomar las riendas como director artístico del Ballet Hispánico cuando Ramírez renunció.
Ramírez aprovechó los recursos de la Compañía y la Escuela para crear el programa educativo innovador, Primeros Pasos ("First Steps"), que brinda a las escuelas públicas unidades de estudio personalizadas en danza y cultura hispana y ofrece una amplia gama de otros actividades educativas para el público. Esta amplia iniciativa llega regularmente a 15 000 estudiantes y adultos en la ciudad de Nueva York y en todo el país.

## Reconocimientos
Las contribuciones a lo largo de los años al campo de la danza le valieron la Medalla Nacional de las Artes, el honor cultural más alto de la nación, en 2005. Juilliard le otorgó un título honorífico, Doctora en Bellas Artes, en 2018. Recibió el Premio de Honor de Dance/USA en 2009 y el Premio al Mérito de la Asociación de Presentadores de Artes Escénicas en 2007. En 2004, la revista AARP citó a Ramírez como "una pionera cultural" y la eligió como una de sus diez "Personas del Año". Recibió el premio Dance Magazine en 2002. Ramírez fue nombrada latina del año por la revista Latina en 2000. En 1999, recibió un Premio a la Herencia Hispana, presentado en una celebración de gala en el Centro Kennedy. Entre sus otros honores se encuentran una Mención de Honor en los Premios de Danza y Actuación de Nueva York de 1995 (las "Bessies"), un tributo especial en los Premios de Danza de Capezio en 1992, el Premio de las Artes del Gobernador del Estado de Nueva York (1987), el Premio del Alcalde de Nueva York de Honor para las Artes y la Cultura (1983) y el Premio del Presidente del Condado de Manhattan (1988). Fue honrada por el Foro Nacional Puertorriqueño en su Cena del 25 Aniversario.
Ramírez fue miembro de las juntas directivas de The New 42nd Street, la Asociación de Artes Hispanas y el Taller de Teatro de Danza. Fue copresidenta del Comité del Plan de Estudios de Danza del Departamento de Educación de la Ciudad de Nueva York; también formó parte de numerosos paneles, incluido el Fondo Nacional para las Artes, el Consejo de las Artes del Estado de Nueva York y los Premios a Coreógrafos de la Fundación Rockefeller.